# Инсбрукский университет имени Леопольда и Франца
Инсбрукский университет имени Леопольда и Франца (нем. Leopold-Franzens-Universitat Innsbruck) — университет в городе Инсбруке, Австрия, имеет статус университета с 1669 года.
В настоящее время является крупнейшим образовательным центром австрийской земли Тироль и третьим в стране по количеству обучающихся в нём студентов (после Венского и Грацского университетов).

## История
В 1562 году в Инсбруке была основана иезуитская школа грамматики (в настоящее время — Инсбрукская академическая гимназия), финансируемая соляными шахтами в городе Халль-ин-Тироль. В 1669 году указом императора Леопольда I школа была преобразована в университет с четырьмя факультетами. Позже статус учебного заведения был понижен до лицея, но в 1826 году император Франц II восстановил университет под названием «Университет Инсбрука». В связи с этим в полном названии университета присутствуют имена обоих его основателей.
В 2005 году в библиотеке университета были найдены копии писем, написанных императорами Фридрихом II и Конрадом IV. Их привезли в Инсбрук в XVIII веке из монастыря в городе Шнальс в связи с его упразднением.

## Факультеты
В 2004 году университет был реорганизован и ранее существовавшие 6 факультетов были разделены на 15 новых:
- Факультет католической теологии
- Юридический факультет
- Факультет маркетинга
- Факультет политологии и социологии
- Факультет экономики и статистики
- Образования, рабочей коммуникации и психотерапии
- Факультет истории философии
- Факультет филологии и культурологии
- Биологический факультет
- Факультет химии и фармакологии
- Факультет географии и атмосферы
- Факультет математики, информатики и физики
- Факультет психологии и спорта
- Архитектурный факультет
- Строительный факультет

С 1 января 2004 года медицинский факультет был выделен из состава университета и стал отдельным ВУЗом под названием Инсбрукский медицинский университет.

## Здания и интересные места
Кампуса у университета нет, поскольку здания университета расположены в разных частях города. Наиболее важные из них:
- Здание теологического факультета, открывшегося в 1562 году в виде иезуитской школы, а также иезуитская церковь, использовавшаяся университетом.
- Здание университетской библиотеки, открытое в 1924 году.
- Здание научного и строительного факультетов, открытое в 1969 году.
- Пристройка к главному зданию «Geiwi tower» для бывшего факультета паранормальных наук, начатая в 1976 году.
- Здание факультета социальных наук, построенное на базе бывших бараков в 1997 году.
- Несколько клиник медицинского университета, ставшие Государственными тирольскими больницами
- Ботанический сад университета (англ.)

## Известные преподаватели
- Людвиг Барт цу Бартенау (1839–1890) – австрийский химик, профессор.
- Бидерман, Герман Игнац (1831—1892) — австрийский статистик и педагог, профессор государственного и конституционного права.
- Бём, Йозеф Георг (1807—1868) — австрийский астроном, астрофизик, математик, ректор университета.
- Виктор Франц Гесс (1883—1964) — физик, лауреат Нобелевской премии по физике 1936 года.
- Гартнер, Теодор (1843—1925) — профессор, руководитель кафедры романской филологии.
- Гегенбауэр, Леопольд (1849—1903) — профессор математики.
- Йегер, Альберт (1801—1891) — бенедиктинец, профессор истории.
- Ханс Фишер (1881—1945) — химик, лауреат Нобелевской премии по химии 1930 года.
- Швейдлер, Эгон фон (1873—1948) — физик, ректор.

## Университет Инсбрука в популярной культуре
- В компьютерной игре Half-Life, доктор Гордон Фримен начал изучать телепортацию после ознакомления с исследованиями, проводимыми в университете Инсбрука.